# Andrija Zirdum
Andrija Zirdum (Žeravac, 8. veljače 1937. – Slavonski Brod, 29. ožujka 2017.) bio je hrvatski katolički svećenik iz reda franjevaca, povjesničar, pisac i skupljač umjetnina.

## Životopis
Rođen je 8. veljače 1937. godine u Žeravcu u obitelji Blaža i Anice (rođ. Lovrić). Na krštenju je dobio ime Josip.
U Žeravcu je završio osnovnu školu, a zatim je školovanje nastavio u Derventi, Slavonskom Brodu i Visokom na Franjevačkoj klasičnoj gimnaziji. Filozofsko-teološki studij završio je u Sarajevu i Ljubljani 1965. godine. Za svećenika je zaređen 1963. godine. Magistrirao je u Ljubljani 1968. godine s temom „Doprinos II. vatikanskog sabora nauku o spasenju”. U Ljubljani je zatim doktorirao 1977. godine s temom „Filip Lastrić Oćevac (1700. – 1783.): Prilog kulturnoj i crkvenoj povijesti Bosne i Hercegovine”.
Djelovao je kao župni vikar u Bihaću (1964. – 1965.), na Plehanu (1973., 1983. – 1985., 1987. – 1992.), u Sanskom Mostu (1985.) i u Bugojnom (1985. – 1987.). Bio je domeštar franjevačkih novaka te predavač u Kraljevoj Sutjesci (1965. – 1973.). Radio je i kao profesor te dekan Franjevačke teologije u Sarajevu te gvardijan i ekonom u sarajevskim samostanima sv. Pavla na Nedžarićima i sv. Ante na Bistriku (1973. – 1983.).
Na Plehanu je zajedno s Vjekom Božom Jarkom utemeljio biblioteku „Slovoznak”. Pred pad Bosanske Posavine u Domovinskom ratu, zatekao se u Njemačkoj kao pastoralni pomoćnik njemačkim župnicima u Freiburgu i Lenzkirchu. Od 1993. do 2008. godine djelovao je u franjevačkom samostanu u Slavonskom Brodu. Zatim odlazi u Žeravac na službu župnog vikara. Njegova zbirka umjetnina sadrži 1165 djela.
Preminuo je u Slavonskom Brodu 29. ožujka 2017. godine.

## Djela
- „Filip Lastrić-Oćevac: 1700-1783.” (1982.)
- „Ulice nekada i sada” (monografija, 1989.)
- „Stradanje Hrvata Plehanskog kraja 1941. – 1947.” (s Ivanom Čičkom, 1991.)
- „Plehan: Ponovno rođenje” (1995.)
- „Pisma bosanskih franjevaca 1850.–1870.” (1996.)
- „Početci naselja i stanovništva brodskog i gradiškog kraja 1698.–1991.” (2001.)
- „Povijest kršćanstva u Bosni i Hercegovini” (2007.)

### Članci
- Šustek, Ivana. 2023. In memoriam: Dr. sc. fra Andrija Zirdum – lik i djelo. Vrhbosnensia. Univerzitet u Sarajevu - Katolički bogoslovni fakultet. Sarajevo. 27 (1): 139–142